# Sideremia
La sideremia esprime la quantità del cosiddetto "ferro circolante", cioè quello legato alla transferrina (proteina responsabile del trasporto del ferro). I valori di riferimento sono molto variabili in base al sesso, all'età, al performance status del soggetto e altre caratteristiche. Solitamente è di 70-170 µg/dL nell'uomo e di 50-150 µg/dL nella donna, ma proprio per questa grande variabilità fisiologica il solo dosaggio della sideremia non ha una significatività elevata in campo diagnostico e a questo devono essere associati altri esami come la ferritinemia e la transferrinemia per avere un quadro completo sul cosiddetto assetto marziale, cioè sul metabolismo e l'omeostasi del ferro nell'organismo.

## Importanza del ferro
Il ferro è essenziale per la vita essendo implicato nell'organismo in numerosissime reazioni biochimiche. Quando si complessa con la porfirina forma l'eme, un gruppo prostetico che entra a far parte di numerose proteine, dalla emoglobina ai citocromi. Ciascuno dei 4 gruppi eme contenuti nell'emoglobina contiene un atomo di ferro. Ogni atomo di ferro può legare una molecola di ossigeno, perciò una molecola di emoglobina può trasportare sino a 4 molecole di ossigeno. L'emoglobina si trova all'interno dei globuli rossi. I citocromi risultano invece fondamentali per le reazioni di ossido-riduzione.

## Assorbimento del ferro
Il ferro viene assorbito prevalentemente a livello del duodeno e della parte prossimale del digiuno.
Negli alimenti il ferro si trova prevalentemente sotto forma di sale ferrico (Fe3+).
L'assorbimento del ferro è favorito dall'ambiente acido gastrico.
Ogni giorno con la dieta vengono introdotti circa 10–20 mg di ferro e di questi ne viene assorbito circa il 10%. Una dieta ricca di carne rappresenta una straordinaria fonte di approvvigionamento.
Alcune sostanze, come i tannati, presenti ad esempio nel the, legano il ferro in modo estremamente efficace e ne inibiscono in modo significativo l'assorbimento.
Anche i fitati ne inibiscono l'assorbimento. La contemporanea assunzione di acido ascorbico al contrario favorisce la riduzione del sale ferrico a sale ferroso e ne facilita l'assorbimento.

## Procedura
Dopo aver osservato il digiuno per almeno 10-12 ore e l'astinenza da farmaci o integratori che contengono ferro per 3-5 giorni, l'esame si effettua tramite un semplice prelievo di sangue.
L'esame viene eseguito al mattino quando nell'ambito di un ritmo circadiano la sideremia raggiunge livelli superiori rispetto a quelli serali.
Il dosaggio isolato della sideremia, estremamente variabile, non è molto significativo né di grande utilità clinica. Meglio associare altri esami (ad esempio la ferritinemia e la transferrinemia) che aiutano a dare un quadro d'insieme e più completo del metabolismo del ferro nell'organismo.
La capacità ferro legante totale ([TIBC]), che rappresenta il ferro trasportato nel plasma e complessato alla transferrina, è un ulteriore esame di grande utilità in particolare nelle situazioni carenziali di ferro.

## Valori normali
I valori di riferimento dell'esame  sono i seguenti:
- Uomini:  da 65 a 176 µg/dL
- Donne:  da 50 a 170 µg/dL
- Bambini: da 50 a 120 µg/dL
- Neonati: da 100 a 250 µg/dL

Inoltre:
- TIBC: 240-460 µg/dL[6] (TIBC:Total iron binding capacity ovvero Capacità totale di legare il ferro)
- Saturazione della transferrina: 20-50%

Si rammenta che i valori di riferimento possono variare leggermente da laboratorio a laboratorio, a seconda della popolazione di riferimento e del metodo d'analisi utilizzato.
I valori della sideremia oltre che dal sesso (vedi sopra), sono influenzati anche dall'età, dall'ora del giorno in cui si esegue l'esame, e da altre circostanze (ad esempio la presenza di flusso mestruale attivo) anche di tipo alimentare (l'assunzione di grandi quantità di tè o di determinati farmaci o integratori a base di ferro).

## Valori alterati

### Sideremia bassa
Una bassa sideremia si può riscontrare in diverse situazioni:
- Apporto alimentare di ferro carente (malnutrizione, diete non bilanciate)
- Cattivo assorbimento del ferro presente nella dieta a livello intestinale (morbo celiaco, diarrea cronica, abuso di lassativi, alcolismo, malassorbimento, gastrectomia, acloridria).
- Aumentato utilizzo del ferro (rapida crescita, nel neonato o adolescente)
- Perdite fisiologiche di ferro (mestruazioni, gravidanza)
- Perdite patologiche di ferro (emorragie gastrointestinali, ad esempio per colite ulcerosa, diverticolosi, emorroidi, malattia di Crohn, carcinoma del colon-retto; o genitourinarie)

Può evolvere in anemia sideropenica.

### Sideremia elevata
- Somministrazione eccessiva di ferro (trasfusioni multiple)
- Emocromatosi ed emosiderosi[10]
- Scarsa utilizzazione del ferro a livello midollare (anemie aplastiche, ipoplastiche e megaloblastiche)
- Distruzione cellulare degli organi di deposito del ferro (epatite virale)
- Avvelenamento da piombo